# Campionati mondiali di pattinaggio di figura 2011
I Campionati mondiali di pattinaggio di figura 2011 sono stati la 101ª edizione della competizione di pattinaggio di figura, valida per la stagione 2010-2011. Si sono svolti dal 24 aprile al 1º maggio 2011 alla Megasport Arena di Mosca (Russia). Originariamente la competizione era stata assegnata al Giappone, prima a Nagano, poi a Tokyo, dove era in programma dal 21 al 27 marzo 2011. In seguito al terremoto di Sendai del 2011, i campionati sono stati prima rinviati, poi riassegnati a Mosca.

## Qualificazioni
Erano ammessi i pattinatori nati entro il 1º luglio 1995.
Con l'eccezione della gara a coppie, gli atleti con il ranking più basso hanno dovuto partecipare a un turno preliminare prima della finale. Per il singolo maschile e femminile, si sono qualificati alla finale i primi 12; per la danza, le prime 10 coppie.
In base ai risultati dei Mondiali 2010, le nazioni seguenti hanno ottenuto più di un posto nell'edizione 2011.
| Posti | Uomini                                 | Donne                                                           | Coppia                      | Danza                                              |
| ----- | -------------------------------------- | --------------------------------------------------------------- | --------------------------- | -------------------------------------------------- |
| 3     | Canada Giappone Stati Uniti            | Giappone                                                        | Cina Russia                 | Canada Stati Uniti                                 |
| 2     | Belgio Francia Italia Rep. Ceca Svezia | Canada Corea del Sud Finlandia Italia Russia Stati Uniti Svezia | Canada Germania Stati Uniti | Francia Israele Italia Regno Unito Russia Ungheria |

## Programma
| Giorno              | Ora / Evento                                                  |
| ------------------- | ------------------------------------------------------------- |
| Lunedì 25 aprile    | 14:00 Uomini: qualificazioni                                  |
| Martedì 26 aprile   | 12:00 Danza: qualificazioni 15:30 Donne: qualificazioni       |
| Mercoledì 27 aprile | 13:00 Uomini: programma corto 18:30 Coppie: programma corto   |
| Giovedì 28 aprile   | 13:30 Uomini: programma libero 18:30 Coppie: programma libero |
| Venerdì 29 aprile   | 13:30 Donne: programma corto 18:30 Danza: programma corto     |
| Sabato 30 aprile    | 13:30 Donne: programma libero 18:30 Danza: programma libero   |
| Domenica 1º maggio  | 14:00 Galà di esibizione                                      |

## Medagliere
| Posizione | Paese         |   |   |   | Totale |
| --------- | ------------- | - | - | - | ------ |
| 1         | Canada        | 1 | 1 | 0 | 2      |
| 1         | Giappone      | 1 | 1 | 0 | 2      |
| 3         | Stati Uniti   | 1 | 0 | 1 | 2      |
| 4         | Germania      | 1 | 0 | 0 | 1      |
| 5         | Russia        | 0 | 1 | 1 | 2      |
| 6         | Corea del Sud | 0 | 1 | 0 | 1      |
| 7         | Cina          | 0 | 0 | 1 | 1      |
| 7         | Italia        | 0 | 0 | 1 | 1      |
| Totale    | Totale        | 4 | 4 | 4 | 12     |

## Risultati

### Singolo maschile
| Pos.                              | Nome                 | Nazione       | Totale | Qual.       | PC         | PL          |
| --------------------------------- | -------------------- | ------------- | ------ | ----------- | ---------- | ----------- |
| 1                                 | Patrick Chan         | Canada        | 280.98 |             | 93.02 (1)  | 187.96 (1)  |
| 2                                 | Takahiko Kozuka      | Giappone      | 258.41 | 165.00 (1)  | 77.62 (6)  | 180.79 (2)  |
| 3                                 | Artur Gačinskij      | Russia        | 241.86 |             | 78.34 (4)  | 163.52 (3)  |
| 4                                 | Michal Březina       | Rep. Ceca     | 233.61 | 130.87 (3)  | 77.50 (7)  | 156.11 (5)  |
| 5                                 | Daisuke Takahashi    | Giappone      | 232.97 |             | 80.25 (3)  | 152.72 (6)  |
| 6                                 | Nobunari Oda         | Giappone      | 232.50 |             | 81.81 (2)  | 150.69 (9)  |
| 7                                 | Florent Amodio       | Francia       | 229.68 |             | 77.64 (5)  | 152.04 (7)  |
| 8                                 | Brian Joubert        | Francia       | 227.67 |             | 71.29 (9)  | 156.38 (4)  |
| 9                                 | Richard Dornbush     | Stati Uniti   | 222.42 |             | 70.54 (11) | 151.88 (8)  |
| 10                                | Javier Fernández     | Spagna        | 218.26 |             | 69.16 (14) | 149.10 (10) |
| 11                                | Ross Miner           | Stati Uniti   | 217.93 |             | 70.40 (13) | 147.53 (11) |
| 12                                | Tomáš Verner         | Rep. Ceca     | 216.87 |             | 75.94 (8)  | 140.93 (13) |
| 13                                | Ryan Bradley         | Stati Uniti   | 212.71 |             | 70.45 (12) | 142.26 (12) |
| 14                                | Denïs Ten            | Kazakistan    | 209.99 |             | 71.00 (10) | 138.99 (14) |
| 15                                | Peter Liebers        | Germania      | 205.59 | 129.89 (4)  | 67.73 (16) | 137.86 (13) |
| 16                                | Anton Kovalevskyj    | Ucraina       | 201.64 |             | 65.16 (17) | 136.48 (16) |
| 17                                | Kevin van der Perren | Belgio        | 197.10 |             | 68.34 (15) | 128.76 (18) |
| 18                                | Samuel Contesti      | Italia        | 196.40 |             | 64.59 (18) | 131.81 (17) |
| 19                                | Jorik Hendrickx      | Belgio        | 188.24 | 109.59 (10) | 60.74 (22) | 127.50 (19) |
| 20                                | Kevin Reynolds       | Canada        | 187.23 |             | 64.36 (19) | 122.87 (21) |
| 21                                | Paolo Bacchini       | Italia        | 183.13 | 122.29 (6)  | 58.96 (23) | 124.17 (20) |
| 22                                | Song Nan             | Cina          | 176.09 |             | 63.78 (20) | 112.31 (23) |
| 23                                | Kim Lucine           | Monaco        | 171.93 | 117.78 (8)  | 58.81 (24) | 113.12 (22) |
| 24                                | Joey Russell         | Canada        | 168.73 | 118.37 (7)  | 61.69 (21) | 107.04 (24) |
| Eliminati dopo il programma corto |                      |               |        |             |            |             |
| 25                                | Adrian Schultheiss   | Svezia        | 58.41  |             | 58.41 (25) |             |
| 26                                | Viktor Pfeifer       | Austria       | 56.68  | 123.22 (5)  | 56.68 (26) |             |
| 27                                | Kim Min-Seok         | Corea del Sud | 56.19  | 98.67 (12)  | 56.19 (27) |             |
| 28                                | Alexander Majorov    | Svezia        | 54.24  | 136.64 (2)  | 54.24 (28) |             |
| 29                                | Maxim Shipov         | Israele       | 50.10  | 116.42 (9)  | 50.10 (29) |             |
| 30                                | Misha Ge             | Uzbekistan    | 49.61  | 109.39 (11) | 49.61 (30) |             |
| Eliminati dopo le qualificazioni  |                      |               |        |             |            |             |
| 31                                | Mark Webster         | Australia     |        | 95.84 (13)  |            |             |
| 32                                | Justus Strid         | Danimarca     |        | 95.16 (14)  |            |             |
| 33                                | David Richardson     | Regno Unito   |        | 93.20 (15)  |            |             |
| 34                                | Tigran Vardanjan     | Ungheria      |        | 91.16 (16)  |            |             |
| 35                                | Mikael Redin         | Svizzera      |        | 90.79 (17)  |            |             |
| 36                                | Kutay Eryoldaş       | Turchia       |        | 86.60 (18)  |            |             |
| 37                                | Stephen Li-Chung Kuo | Taipei cinese |        | 85.71 (19)  |            |             |
| 38                                | Bela Papp            | Finlandia     |        | 83.47 (20)  |            |             |
| 39                                | Harry Hau Yin Lee    | Hong Kong     |        | 82.39 (21)  |            |             |
| 40                                | Vital' Lučanok       | Bielorussia   |        | 81.51 (22)  |            |             |
| 41                                | Sarkis Hayrapetyan   | Armenia       |        | 77.25 (23)  |            |             |
| 42                                | Georgi Kenčadze      | Bulgaria      |        | 73.72 (24)  |            |             |

### Singolo femminile
| Pos.                              | Nome                 | Nazione       | Totale | Qual.      | PC         | PL          |
| --------------------------------- | -------------------- | ------------- | ------ | ---------- | ---------- | ----------- |
| 1                                 | Miki Andō            | Giappone      | 195.79 |            | 65.58 (2)  | 130.21 (1)  |
| 2                                 | Kim Yu-Na            | Corea del Sud | 194.50 |            | 65.91 (1)  | 128.59 (2)  |
| 3                                 | Carolina Kostner     | Italia        | 184.68 |            | 59.75 (6)  | 124.93 (3)  |
| 4                                 | Alëna Leonova        | Russia        | 183.92 |            | 59.75 (5)  | 124.17 (4)  |
| 5                                 | Alissa Czisny        | Stati Uniti   | 182.25 |            | 61.47 (4)  | 120.78 (5)  |
| 6                                 | Mao Asada            | Giappone      | 172.79 |            | 58.66 (7)  | 114.13 (6)  |
| 7                                 | Ksenija Makarova     | Russia        | 167.22 |            | 61.62 (3)  | 105.60 (9)  |
| 8                                 | Kanako Murakami      | Giappone      | 167.10 |            | 54.86 (10) | 112.24 (7)  |
| 9                                 | Kiira Korpi          | Finlandia     | 164.80 |            | 55.09 (9)  | 109.71 (8)  |
| 10                                | Elene Gedevanishvili | Georgia       | 156.24 |            | 51.61 (15) | 104.63 (10) |
| 11                                | Sarah Hecken         | Germania      | 155.83 |            | 52.73 (12) | 103.10 (11) |
| 12                                | Rachael Flatt        | Stati Uniti   | 154.61 |            | 57.22 (8)  | 97.39 (14)  |
| 13                                | Cynthia Phaneuf      | Canada        | 152.78 |            | 52.62 (13) | 100.16 (12) |
| 14                                | Maé Bérénice Méité   | Francia       | 150.44 | 98.88 (1)  | 53.26 (11) | 97.18 (15)  |
| 15                                | Joshi Helgesson      | Svezia        | 149.08 | 91.70 (2)  | 50.25 (16) | 98.83 (13)  |
| 16                                | Amélie Lacoste       | Canada        | 144.76 | 87.04 (5)  | 51.98 (14) | 92.78 (18)  |
| 17                                | Viktoria Helgesson   | Svezia        | 142.52 |            | 45.40 (24) | 97.12 (16)  |
| 18                                | Geng Bingwa          | Cina          | 140.78 |            | 47.89 (19) | 92.89 (17)  |
| 19                                | Ira Vannut           | Belgio        | 138.28 | 90.29 (4)  | 49.34 (17) | 89.05 (20)  |
| 20                                | Juulia Turkkila      | Finlandia     | 136.68 | 86.49 (6)  | 45.70 (22) | 90.98 (19)  |
| 21                                | Cheltzie Lee         | Australia     | 133.65 |            | 48.20 (18) | 85.45 (21)  |
| 22                                | Elena Glebova        | Estonia       | 124.78 | 76.13 (9)  | 46.28 (20) | 78.50 (22)  |
| 23                                | Iryna Movčan         | Ucraina       | 123.15 | 75.96 (10) | 45.68 (23) | 75.77 (23)  |
| 24                                | Jenna McCorkell      | Regno Unito   | 121.76 |            | 45.99 (21) | 75.77 (24)  |
| Eliminate dopo il programma corto |                      |               |        |            |            |             |
| 25                                | Sonia Lafuente       | Spagna        | 44.59  | 91.17 (3)  | 44.59 (25) |             |
| 26                                | Karina Johnson       | Danimarca     | 42.19  | 78.52 (7)  | 42.19 (26) |             |
| 27                                | Bettina Heim         | Svizzera      | 37.23  | 72.74 (12) | 37.23 (27) |             |
| 28                                | Daša Grm             | Slovenia      | 36.63  | 77.42 (8)  | 36.63 (28) |             |
| 29                                | Belinda Schönberger  | Austria       | 35.73  | 75.85 (11) | 35.73 (29) |             |
| 30                                | Viktória Pavuk       | Ungheria      | 33.70  |            | 33.70 (30) |             |
| Eliminate dopo le qualificazioni  |                      |               |        |            |            |             |
| 31                                | Roberta Rodeghiero   | Italia        |        | 71.83 (13) |            |             |
| 32                                | Sabina Mariuta       | Romania       |        | 68.63 (14) |            |             |
| 33                                | Kwak Min-Jeong       | Corea del Sud |        | 67.75 (15) |            |             |
| 34                                | Birce Atabey         | Turchia       |        | 67.11 (16) |            |             |
| 35                                | Mericien Venzon      | Filippine     |        | 66.94 (17) |            |             |
| 36                                | Lejeanne Marais      | Sudafrica     |        | 65.99 (18) |            |             |
| 37                                | Hristina Vasileva    | Bulgaria      |        | 65.26 (19) |            |             |
| 38                                | Melinda Wang         | Taipei cinese |        | 63.32 (20) |            |             |
| 39                                | Clara Peters         | Irlanda       |        | 60.94 (21) |            |             |
| 40                                | Taryn Jurgensen      | Thailandia    |        | 57.75 (22) |            |             |
| 41                                | Mary Ro Reyes        | Messico       |        | 54.99 (23) |            |             |
| 42                                | Georgia Glastris     | Grecia        |        | 52.38 (24) |            |             |
| 43                                | Marina Seeh          | Serbia        |        | 52.20 (25) |            |             |
| 44                                | Tiffany Packard Yu   | Hong Kong     |        | 51.72 (26) |            |             |

### Coppie
| Pos.                              | Nome                                      | Nazione     | Totale | PC         | PL          |
| --------------------------------- | ----------------------------------------- | ----------- | ------ | ---------- | ----------- |
| 1                                 | Aliona Savchenko / Robin Szolkowy         | Germania    | 217.85 | 72.98 (2)  | 144.87 (1)  |
| 2                                 | Tat'jana Volosožar / Maksim Tran'kov      | Russia      | 210.73 | 70.35 (3)  | 140.38 (2)  |
| 3                                 | Pang Qing / Tong Jian                     | Cina        | 204.12 | 74.00 (1)  | 130.12 (3)  |
| 4                                 | Juko Kavaguti / Aleksandr Smirnov         | Russia      | 187.36 | 62.54 (5)  | 124.82 (4)  |
| 5                                 | Vera Bazarova / Jurij Larionov            | Russia      | 187.13 | 64.64 (4)  | 122.49 (5)  |
| 6                                 | Caitlin Yankowskas / John Coughlin        | Stati Uniti | 175.94 | 58.76 (8)  | 117.18 (6)  |
| 7                                 | Meagan Duhamel / Eric Radford             | Canada      | 173.03 | 58.83 (7)  | 114.20 (7)  |
| 8                                 | Kirsten Moore-Towers / Dylan Moscovitch   | Canada      | 163.17 | 56.86 (10) | 106.31 (8)  |
| 9                                 | Narumi Takahashi / Mervin Tran            | Giappone    | 160.10 | 59.16 (6)  | 100.94 (10) |
| 10                                | Stefania Berton / Ondřej Hotárek          | Italia      | 157.15 | 57.63 (9)  | 99.52 (11)  |
| 11                                | Amanda Evora / Mark Ladwig                | Stati Uniti | 155.91 | 54.64 (11) | 101.27 (9)  |
| 12                                | Maylin Hausch / Daniel Wend               | Germania    | 149.65 | 53.90 (12) | 95.75 (12)  |
| 13                                | Zhang Yue / Wang Lei                      | Cina        | 147.38 | 52.25 (13) | 95.13 (13)  |
| 14                                | Dong Huibo / Wu Yiming                    | Cina        | 137.75 | 49.29 (14) | 88.46 (14)  |
| 15                                | Klára Kadlecová / Petr Bidař              | Rep. Ceca   | 132.51 | 45.20 (15) | 87.31 (15)  |
| 16                                | Natalja Zabijako / Sergei Kulbach         | Estonia     | 126.56 | 44.35 (16) | 82.21 (16)  |
| Eliminati dopo il programma corto |                                           |             |        |            |             |
| 17                                | Stacey Kemp / David King                  | Regno Unito | 44.14  | 44.14 (17) |             |
| 18                                | Adeline Canac / Yannick Bonheur           | Francia     | 43.92  | 43.92 (18) |             |
| 19                                | Ljubov Bakirova / Mikalaj Kamjančuk       | Bielorussia | 38.20  | 38.20 (19) |             |
| 20                                | Danielle Montalbano / Evgeni Krasnopolski | Israele     | 37.43  | 37.43 (20) |             |
| 21                                | Stina Martini / Severin Kiefer            | Austria     | 35.34  | 35.34 (21) |             |
| 22                                | Aleksandra Malahova / Leri Kenčadze       | Bulgaria    | 30.10  | 30.10 (22) |             |

### Danza su ghiaccio
| Pos.                              | Nome                                      | Nazione     | Totale | Qual.      | PC         | PL         |
| --------------------------------- | ----------------------------------------- | ----------- | ------ | ---------- | ---------- | ---------- |
| 1                                 | Meryl Davis / Charlie White               | Stati Uniti | 185.27 |            | 73.76 (2)  | 111.51 (1) |
| 2                                 | Tessa Virtue / Scott Moir                 | Canada      | 181.79 |            | 74.29 (1)  | 107.50 (2) |
| 3                                 | Maia Shibutani / Alex Shibutani           | Stati Uniti | 163.79 |            | 66.88 (4)  | 96.91 (3)  |
| 4                                 | Nathalie Péchalat / Fabian Bourzat        | Francia     | 163.54 |            | 70.97 (3)  | 92.57 (6)  |
| 5                                 | Kaitlyn Weaver / Andrew Poje              | Canada      | 160.32 | 87.22 (1)  | 65.07 (7)  | 95.25 (4)  |
| 6                                 | Ekaterina Bobrova / Dmitrij Solov'ëv      | Russia      | 160.23 |            | 65.88 (5)  | 94.35 (5)  |
| 7                                 | Elena Il'inych / Nikita Kacalapov         | Russia      | 154.50 |            | 65.51 (6)  | 88.99 (10) |
| 8                                 | Anna Cappellini / Luca Lanotte            | Italia      | 153.77 |            | 64.12 (8)  | 89.65 (9)  |
| 9                                 | Madison Chock / Greg Zuerlein             | Stati Uniti | 151.86 |            | 61.47 (9)  | 90.39 (7)  |
| 10                                | Vanessa Crone / Paul Poirier              | Canada      | 151.13 |            | 61.01 (10) | 90.12 (8)  |
| 11                                | Nelli Žiganšina / Alexander Gazsi         | Germania    | 140.95 | 83.67 (2)  | 55.53 (12) | 85.42 (11) |
| 12                                | Pernelle Carron / Lloyd Jones             | Francia     | 140.86 |            | 57.68 (11) | 83.18 (12) |
| 13                                | Cathy Reed / Chris Reed                   | Giappone    | 133.33 |            | 54.86 (13) | 78.47 (13) |
| 14                                | Isabella Tobias / Deividas Stagniūnas     | Lituania    | 131.01 | 77.63 (3)  | 53.16 (14) | 77.85 (14) |
| 15                                | Siobhan Heekin-Canedy / Aleksandr Šakalov | Ucraina     | 128.70 | 75.00 (5)  | 52.31 (15) | 76.39 (15) |
| 16                                | Penny Coomes / Nicholas Buckland          | Regno Unito | 126.29 |            | 51.75 (17) | 74.54 (16) |
| 17                                | Huang Xintong / Zheng Xun                 | Cina        | 123.01 | 75.45 (4)  | 52.17 (16) | 70.84 (17) |
| 18                                | Allison Reed / Otar Japaridze             | Georgia     | 120.11 | 70.90 (6)  | 49.44 (19) | 70.67 (18) |
| 19                                | Charlène Guignard / Marco Fabbri          | Italia      | 120.02 |            | 49.80 (18) | 70.22 (19) |
| 20                                | Louise Walden / Owen Edwards              | Regno Unito | 116.52 | 68.58 (9)  | 46.73 (20) | 69.79 (20) |
| Eliminati dopo il programma corto |                                           |             |        |            |            |            |
| 21                                | Dora Turoczi / Balazs Major               | Ungheria    | 45.41  |            | 45.41 (21) |            |
| 22                                | Lucie Myslivečková / Matĕj Novák          | Rep. Ceca   | 45.02  | 68.96 (8)  | 45.02 (22) |            |
| 23                                | Sara Hurtado / Adrià Díaz                 | Spagna      | 44.98  | 70.26 (7)  | 44.98 (23) |            |
| 24                                | Brooke Frieling / Lionel Rumi             | Israele     | 44.43  |            | 44.43 (24) |            |
| 25                                | Ramona Elsener / Florian Roost            | Svizzera    | 41.58  | 67.94 (10) | 41.58 (25) |            |
| Eliminati dopo le qualificazioni  |                                           |             |        |            |            |            |
| 26                                | Kira Geil / Tobias Eisenbauer             | Austria     |        | 64.55 (11) |            |            |
| 27                                | Danielle O'Brien / Gregory Merriman       | Australia   |        | 63.57 (12) |            |            |
| 28                                | Zsuzsanna Nagy / Mate Fejes               | Ungheria    |        | 58.70 (13) |            |            |
| 29                                | Katelyn Good / Nikolaj Sorensen           | Danimarca   |        | 57.04 (14) |            |            |
| 30                                | Corenne Bruhns / Benjamin Westenberger    | Messico     |        | 55.51 (15) |            |            |
| 31                                | Kristina Tremasova / Dimităr Ličev        | Bulgaria    |        | 55.37 (16) |            |            |
| 32                                | Lesja Valadzenkava / Vital' Vakunov       | Bielorussia |        | 54.43 (17) |            |            |